# مسرح أوميدا للفنون
مسرح أوميدا للفنون (باليابانية) Umeda Arts Theater (梅田芸術劇場 Umeda Geijutsu Gekijō) هو مسرح ياباني يقع في تشاياماتشي ابلاوسي، وتديره شركة مسرح أوميدا للفنون المحدودة. وقد افتُتح عام 1992.
شركة مسرح أوميدا للفنون المحدودة هي عضو في مجموعة هانكيو هانشين توهو وفرع لشركة هانكيو. وهي تعمل كشركة إنتاج مسرحي ووكالة مواهب لنجوم شركة Takarazuka Revue السابقين، ولها فروع في طوكيو ونيويورك.   أنتج مسرح أوميدا للفنون العرض الأول عالميًا لفيلم Prince of Broadway ، وهو عرض موسيقي استعادي يحتفي بالفائز بجائزة توني 21 مرة هارولد برينس، من إخراج برينس وسوزان سترومان. 

## الأماكن
- القاعة الرئيسية: 1,905 مقعد
- مسرح الدراما سيتي: 898 مقعد[بحاجة لمصدر]

## الموقع
- محطة هانكيو أوميدا –. 3 دقائق من بوابة تشاياماتشيجوتشي مشياً
- محطة JR غرب أوساكا – . 8 دقائق مشياً من بوابة ميدوسوجي الشمالية
- مترو أنفاق بلدية أوساكا
  - خط ميدوسوجي – تقريبًا. 5 دقائق مشياً من مخرج 1 لمحطة أوميدا ، تقريبًا. 4 دقائق من المخرج 4 لمحطة ناكاتسو
  - خط تانيماتشي – تقريبًا. 7 دقائق مشياً من المخرج 1 لمحطة هيغاشي-أوميدا
  - خط يوتسوباشي – تقريبًا. 11 دقيقة مشياً من المخرج 3 لمحطة نيشي-أوميدا
- محطة هانشين أوميدا – تقريبًا. 10 دقائق من المخرج الشرقي مشياً

## معرض الصور

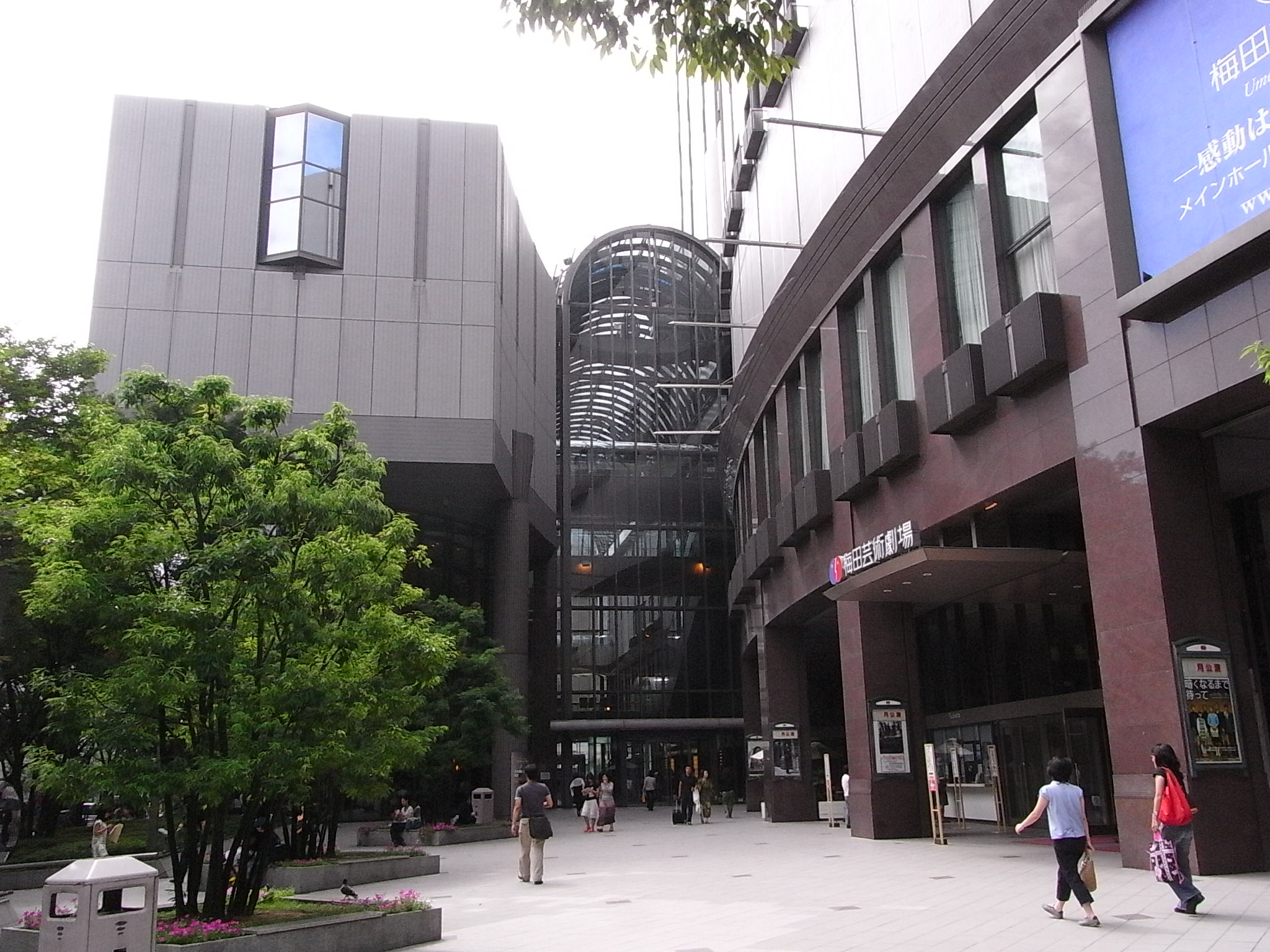
في المقدمة يوجد مسرح مدينة الدراما، وعلى اليمين يوجد مدخل القاعة الرئيسية (تم تصويره في 13 أغسطس 2009)
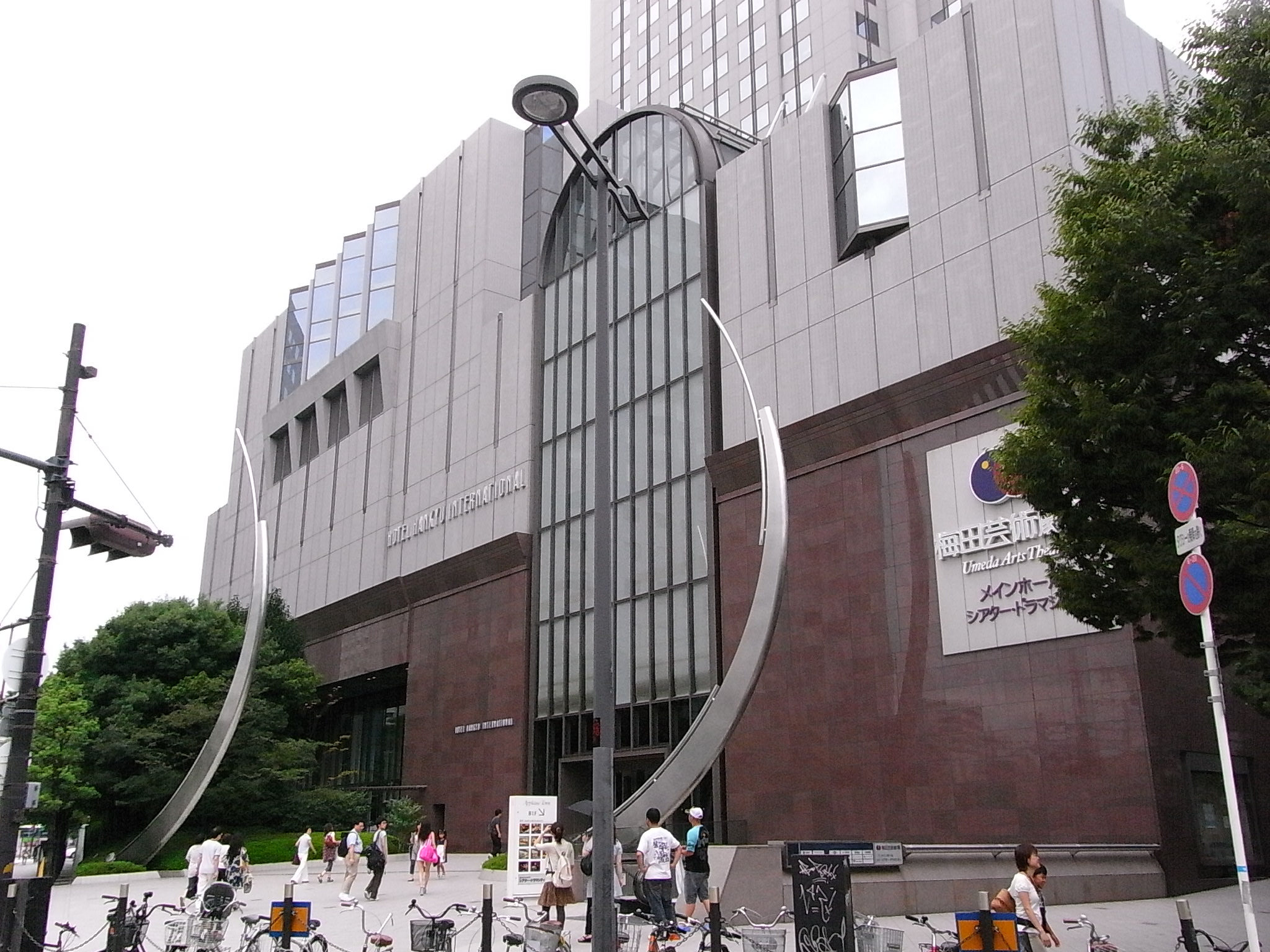
الساحة أمام مسرح مدينة الدراما (تم تصويرها في 13 أغسطس 2009)
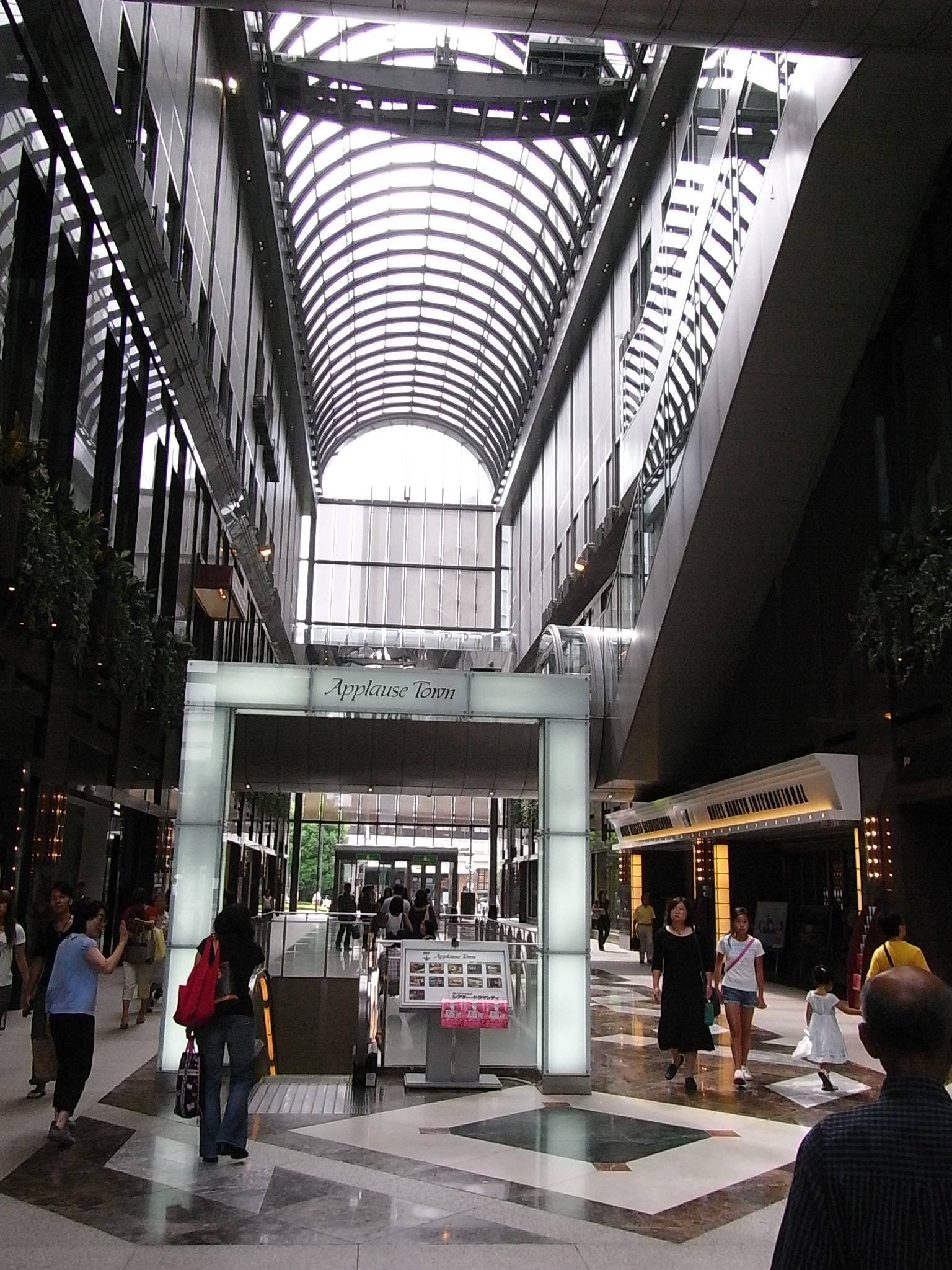
مسرح الدراما قاعة المدينة (تم تصويره في 13 أغسطس 2009)

## روابط خارجية
- الموقع الرسمي